# Diga di Fujinuma
La diga di Fujinuma (藤沼ダム?, Fujinuma damu) era una diga in materiali sciolti, con riempimento di terra, presso Sukagawa, nella prefettura di Fukushima, in Giappone. Fu stabilita sul fiume Ebana, un affluente del fiume Abukuma, 16 km ad ovest del municipio di Sukagawa. La costruzione della diga cominciò nel 1937 e fu completata nel 1949 dopo un arresto dei lavori a causa della Seconda guerra mondiale. Lo scopo primario della diga era l'irrigazione. Essa crollò l'11 marzo 2011 dopo il terremoto del Tōhoku.

## Crollo

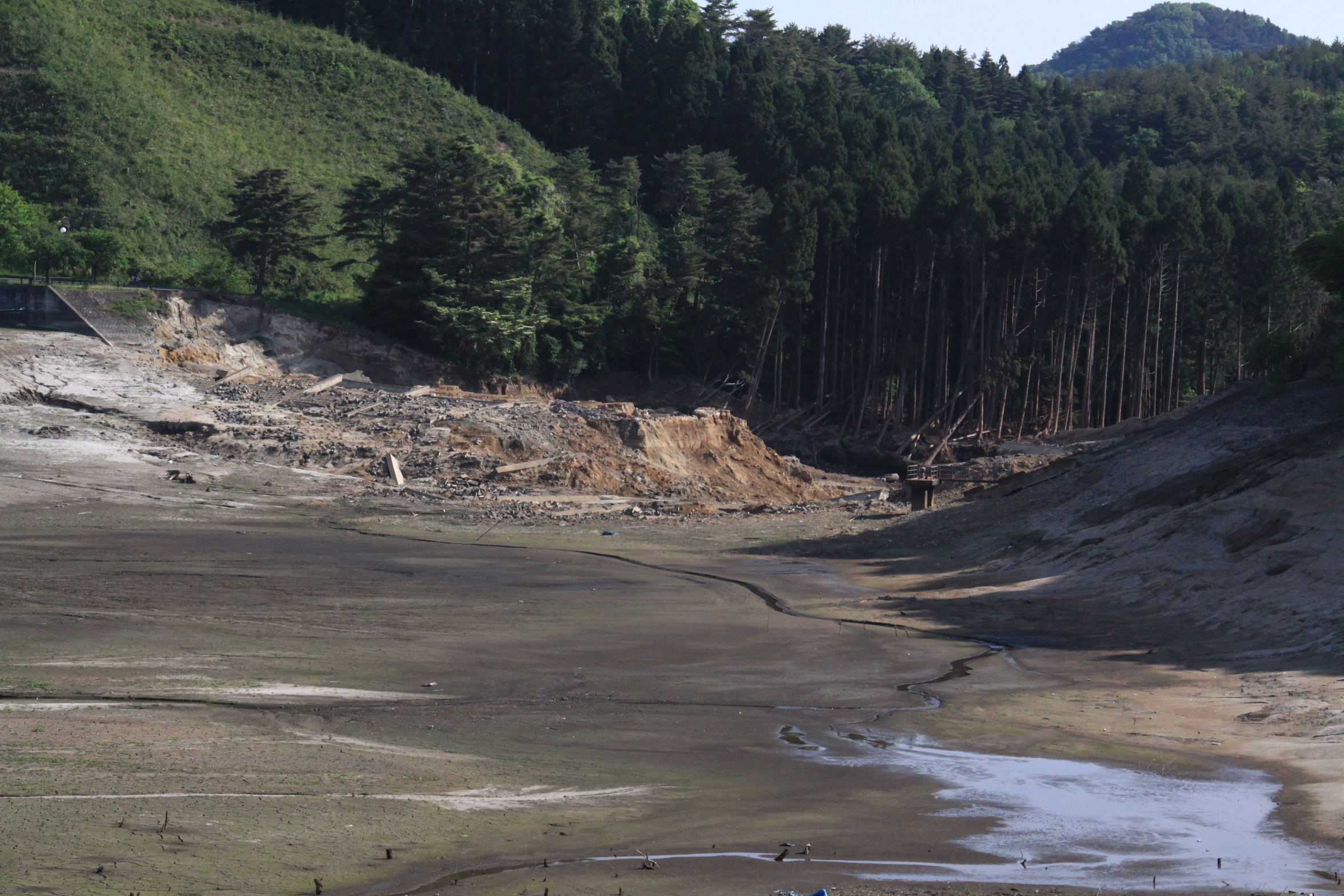
Il bacino vuoto e la diga dopo il crollo

L'11 marzo 2011, la diga cedette da 20 a 25 minuti dopo il terremoto del Tōhoku in quanto il bacino quasi pieno aveva tracimato la corona della diga. Le persone del posto riferirono di aver sentito un forte scoppio prima di vedere un'inondazione. L'inondazione spazzò via cinque case prima di danneggiarne altre, mettendo fuori uso un ponte e bloccando le strade con i detriti. Otto persone furono disoerse e solo quattro corpi furono scoperti dopo che le ricerche cominciarono all'alba.
Il 12 marzo, 252 dighe furono ispezionate e sette furono trovate danneggiate. Sei dighe in materiali sciolti avevano fessure poco profonde sulle loro corone e il bacino presso una diga a gravità in calcestruzzo aveva un lieve cedimento dei pendii. Quattro dighe, inclusa quella di Fujinuma, erano inaccessibili e non poterono essere ispezionate.
Un rilevamento preliminare della diga e degli impianti condotto nell'aprile 2011 notò che lo squarcio si presentava nella sezione più alta della diga. All'interno del riempimento della diga, c'erano strati di suolo organico residuo che in un'area conteneva un ceppo d'albero. Il suolo residuo era usato come fondazione e in strati ben al di sopra dell'alluvione. Questo suggerisce che le fondazioni per la diga non erano state preparate correttamente, secondo lo studio. Per giunta, la diga ausiliaria dell'invaso subì un grave cedimento dei pendii sul suo lato a monte, mentre le aree intorno al margine dell'invaso avevano cedimenti o sofferenze dei pendii di tipo lieve. Non si poté confermare se la causa di questi danni sia stata il terremoto o un rapido prosciugamento del bacino.

## Progetto
La diga era del tipo a materiali sciolti, alta 18,5 m e lunga 133, con un volume strutturale di 99.000 m3 e un'ampiezza alla corona di 6 m. width of 6 m (20 ft). A circa 300 m a sud, c'è una diga ausiliaria con un'altezza di circa 6 m e una lunghezza approssimativamente di 60 m. La diga ausiliaria aiutava a mantenere l'invaso ai livelli progettati dato che la topografia non avrebbe permesso di farlo alla sola diga principale. La diga poggiava all'imbocco di un bacino irrigato di 8,8 km2 e il suo invaso aveva una capacità di 1,504 milioni di m3. L'invaso aveva una superficie di 20 ha. La diga fu costruita dalla Shoji Kensetsu e gestita dall'Ebana River Coastal Reclamation District ("Comprensorio di bonifica costiera del fiume Ebana").

## Recupero
La ricostruzione della diga iniziò nell'ottobre 2013, ed è stata completata nell'aprile 2017.